# María Andrea Casamayor
Pour les articles homonymes, voir Casamayor (homonymie).
María Andresa Casamayor de La Coma (30 novembre 1720 - 23 octobre 1780) est une mathématicienne et écrivaine espagnole. Elle est la première femme à publier un livre scientifique en Espagne.

## Biographie

### Jeunesse
María Andresa Casamayor de La Coma naît le 30 novembre 1720 dans une famille aisée de Saragosse. Son père, Juan Joseph Casamayor, est un marchand de textile d'origine française, et sa mère, Juana Rosa de La Coma, vient d'une famille de Saragosse. Elle est leur septième enfant. Elle est éduquée à la maison et se révèle rapidement très douée pour les mathématiques.
En 1738, son père meurt et Casamayor se retrouve sans ressources. Contrairement à ce qui est attendu des femmes de son époque, elle ne se marie pas et n'entre pas dans les ordres, elle commence à enseigner dans les écoles pour filles de sa ville. Elle est logée par l'école dans une maison sur la Calle Palomar.

### Carrière mathématiques
Elle écrit deux livres, dont le premier seulement, Arithmetic Tirocinio, sera publié en 1738, le manuscrit du second, El parasisolo, est conservé par ses héritiers. Arithmetic Tirocinio est publié sous un pseudonyme masculin Casandro Mamés de La Marca y Araioa, anagramme du nom complet de Casamayor. Dans cet ouvrage, elle explique d'une manière accessible au plus grand nombre comment soustraire, additionner, multiplier et diviser, elle inclut un traité sur les poids, les mesures et les pièces avec leurs équivalents de l'époque. Son objectif est de permettre une utilisation dans l'agriculture ou l'élevage.  
Casamayor meurt le 23 octobre 1780. Elle est enterrée dans le cimetière de la Basilique Notre-Dame du Pilier de Saragosse.